# Píer de Cadogan

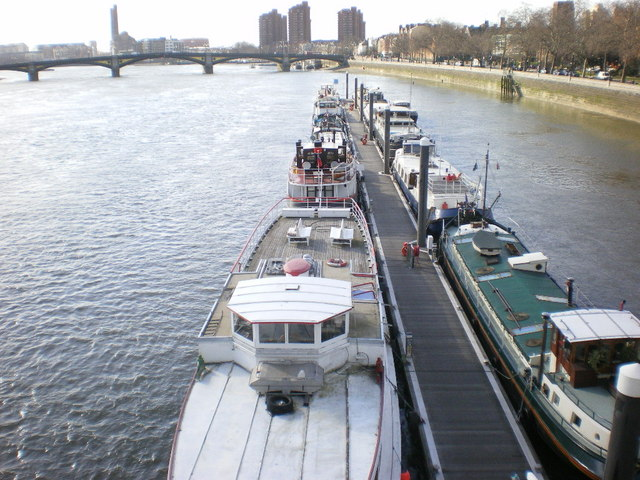
Vista do píer.

O Píer de Cadogan é um píer localizado no Rio Tâmisa, Londres, Reino Unido. Está à margem norte do rio, proximamente da Ponte Albert na Cheyne Walk e perto do Chelsea Embankment.
Foi erguido por Earl Cadogan em 1841 e projetado por N. Handford; sendo reconstruída por volta de 1875, após a conclusão da Ponte Albert. O Conselho do Condado de Londres obteve o cais do Thames Conservancy  e o reparou em 1905. Em 1996 foi comprado pelo Cadogan Pier (Chelsea).
O píer foi estendido em 2004 e tem ancoradouros residenciais. Em 2010, um barco foi ancorado no local e posta à venda por £ 1 milhão. Thames Clippers serve o píer com transportes aquáticos.